# Albert Zimmermann (Philologe)
Albert Heinrich Zimmermann (* 15. Februar 1854 in Elbing; † 22. November 1925 in Hildesheim) war ein deutscher Klassischer Philologe und Gymnasialdirektor.

## Leben
Albert Zimmermann war der Sohn des Privatsekretärs Christian Zimmermann. Der spätere Kunsthistoriker Max Georg Zimmermann (1861–1919) war sein Bruder. Beide besuchten das Gymnasium zu Elbing, wo Albert während des Deutsch-Französischen Kriegs (1870–1871) wegen des akuten Lehrermangels bereits Unterricht in den unteren Klassen erteilte. Nach der Reifeprüfung (Ostern 1871) ging er an die Universität Königsberg. Er studierte Klassische und Deutsche Philologie; nebenbei absolvierte er 1873/1874 seinen Militärdienst. Im Dezember 1874 legte Zimmermann die Lehramtsprüfung in den Fächern Latein, Griechisch und Deutsch ab und wurde anschließend für eineinhalb Jahre als Hauslehrer einer griechisch-englischen Familie angestellt, mit der er in Südfrankreich und Italien lebte. Während dieser Zeit verbesserte er seine französischen, italienischen, englischen und neugriechischen Sprachkenntnisse.
Nach seiner Rückkehr nach Deutschland ging Zimmermann zum 1. Oktober 1876 an das Gymnasium Andreanum zu Hildesheim, wo er sein Probejahr absolvierte und anschließend als Hilfslehrer arbeitete. Zu Ostern 1878 wechselte er an die Klosterschule Ilfeld und ein Jahr später als ordentlicher Lehrer an das Gymnasium Georgianum zu Lingen (Ems). 1880 legte er eine Zusatzprüfung zum Turn- und Schwimmlehrer ab. Ab Michaelis 1882 unterrichtete er am Gymnasium zu Wilhelmshaven (dem heutigen Gymnasium am Mühlenweg), wo er 1890 zum Oberlehrer, 1896 zum Gymnasialprofessor und Ostern 1901 zum Direktor ernannt wurde. Unter seinem Direktorat erhielt das Gymnasium den Namen „Kaiser-Wilhelms-Gymnasium“. Ab 1906 war sie mit einem pädagogischen Seminar verbunden.
Gemeinsam mit anderen Lehrern gründete Zimmermann 1885 die erste Höhere Mädchenschule in Wilhelmshaven (das heutige Käthe-Kollwitz-Gymnasium). Bis 1909 leitete er dort nebenamtlich die Verwaltungsdirektion. Seit 1880 war er mit Auguste geb. Sonne (* 1860) verheiratet, mit der er drei Kinder hatte: Clara (* 1881), Max Johannes (1882–1914) und Gertrud (* 1888).
Zu Michaelis 1909 verließ Zimmermann Wilhelmshaven und kehrte an das Hildesheimer Gymnasium Andreanum zurück, das er bis zu seinem Eintritt in den Ruhestand (Ostern 1921) leitete.
Neben dem Schuldienst beschäftigte sich Zimmermann mit Studien zur griechischen und lateinischen Literatur und Mythologie. Sein Forschungsschwerpunkt war das Werk des spätantiken Epikers Quintus von Smyrna. Sein Kollege Arthur Ludwich hatte ihn auf Quintus hingewiesen. Zimmermann veröffentlichte mehrere Studien (vor allem zur Textkritik) und 1891 eine kritische Ausgabe, die lange nach ihrem Erscheinen der Standard blieb und noch 1969 nachgedruckt wurde.
Zimmermanns wissenschaftlicher Nachlass wurde 1926 von seiner jüngsten Tochter Gertrud der Staats- und Universitätsbibliothek Göttingen vermacht (Signatur 8° Philol. 84b). Er enthält textkritisches Material zu Quintus und anderen griechischen Epikern (Apollonios von Rhodos, Nonnos, Triphiodoros, Kolluthos) und Briefe von Heinrich Keil, Arthur Ludwich und dem Verlag B. G. Teubner.

## Schriften (Auswahl)
- De Proserpinae raptu et reditu fabulas varias. Lingen 1882
- Kritische Untersuchungen zu den Posthomerica des Quintus Smyrnaeus. Leipzig 1889
- Κόιντου τῶν μεθ’ Ὅμηρον λόγοι = Quinti Smyrnaei Posthomericorum libri XIV. Recognovit et selecta lectionis varietate instruxit. Leipzig 1891. Nachdruck Stuttgart 1969
  - Rezensionen: Oskar Linsenbarth: Wochenschrift für klassische Philologie. Band 9 (1892), S. 462–463; Max Seibel, [Bayerische] Blätter für das Gymnasialschulwesen. Band 28 (1892), S. 429–432; Jakob Sitzler, Neue philologische Rundschau. Nr. 20 (1892), S. 307–309  Rudolf Peppmüller, Berliner philologische Wochenschrift. Band 13 (1893), S. 517–520
- Kritische Nachlese zu den Posthomerica des Quintus Smyrnaeus. 2 Teile, Wilhelmshaven 1899–1900 (Schulprogramm) Digitalisat
- Beiträge zur Geschichte des Königl. Gymnasiums zu Wilhelmshaven. Zur 25-jährigen Jubelfeier der Anstalt zusammengestellt. Wilhelmshaven 1904 (Schulprogramm)
- Bericht über das Gymnasial-Jubiläum : (am 25. und 26. März 1904), 1905 Digitalisat
- Neue kritische Beiträge zu den Posthomerica des Quintus Smyrnaeus. Wilhelmshaven 1908 (Schulprogramm)
- Geschichte der Höheren Mädchenschule zu Wilhelmshaven. Eine Festgabe zu ihrem 25jährigen Jubiläum Ostern 1910. Wilhelmshaven 1909
- Neue kritische Beiträge zu den Posthomerica des Quintus Smyrnaeus. Hildesheim 1914 (Schulprogramm)
- Hero und Leander, ein Epos des Grammatikers Musaios und zwei Briefe aus Ovids „Heroiden“. Deutsch, mit textkritischen Bemerkungen zu Musaios. Hildesheim 1913 (Schulprogramm)